# مقاطعة هامبدن (ماساتشوستس)
مقاطعة هامبدن (بالإنجليزية: Hampden County, Massachusetts)‏ هي إحدى مقاطعات ولاية ماساتشوستس في الولايات المتحدة. بلغ عدد سكانها 463490 نسمة في عام 2010 حسب إحصاء مكتب تعداد الولايات المتحدة وتصل الكثافة السكانية فيها 289 نسمة/كم2.

## وصلات خارجية
- www.pvpc.org
- United States Counties